# Selección femenina de rugby de Colombia
La selección femenina de rugby de Colombia es el equipo nacional que representa la Federación Colombiana de Rugby (FCR).

## Historia
En agosto de 2019, participó del primer encuentro entre 2 selecciones femeninas sudamericanas en rugby XV, en la que consiguió el triunfo por un marcador de 28 a 7 sobre el combinado de Brasil en la ciudad de Medellín, en preparación para la búsqueda de un cupo en el repechaje intercontinental para el mundial de Nueva Zelanda 2021.
En marzo de 2020, la selección enfrentó a Brasil buscando el cupo al repechaje al mundial de Nueva Zelanda 2021, logrando un triunfo por 23 a 19 en Medellín obteniendo un boleto al repechaje frente a la selección de Kenia.
En agosto de 2021, el seleccionado enfrentó a la selección de Kenia logrando una victoria por 16 a 15 en Nairobi obteniendo el boleto para el torneo de repechaje final que se disputó en febrero de 2022 en el estadio The Sevens en Dubái en los Emiratos Árabes Unidos.

## Palmarés
- Trofeo Sudamérica Rugby Femenino (2): 2019, 2020, 2023

## Participación en copas

### Copa Mundial
- De 1991 al 2017: Sin  participación
- Nueva Zelanda 2021: No clasificó
- Inglaterra 2025: no clasificó

### WXV
- WXV 3 2023: 6° puesto (último)
- WXV 2024: No clasificó

### Otros torneos
- Torneo clasificatorio final RWC 2021: 2° puesto
- Women's Americas Rugby Trophy 2023: 2° puesto

## Partidos disputados
| 2003       | Colombia | Sin datos | Venezuela | Bogotá, Colombia |  |
|            |          | Reporte   |           |                  |  |
| Test Match |          |           |           |                  |  |

| 25 de agosto de 2019                     | Colombia | 28 - 7  | Brasil | Medellín, Colombia |  |
|                                          |          | Reporte |        |                    |  |
| 1er Test Match Femenino Sudamérica Rugby |          |         |        |                    |  |

| 7 de marzo de 2020        | Colombia | 23 - 19 | Brasil | Medellín, Colombia |  |
|                           |          | Reporte |        |                    |  |
| Eliminatoria Sudamericana |          |         |        |                    |  |

| 25 de agosto de 2021  | Kenia | 15 - 16 | Colombia | Nairobi, Kenia |  |
|                       |       | Reporte |          |                |  |
| Repechaje Pre Mundial |       |         |          |                |  |

| 10 de febrero de 2022 | España | 47 - 15 | Colombia | Madrid, España |  |

| 19 de febrero de 2022 | Kazajistán | 10 - 18 | Colombia | The Sevens Stadium, Dubái |  |
|                       |            | Reporte |          |                           |  |

| 25 de febrero de 2022 | Escocia | 59 - 3  | Colombia | The Sevens Stadium, Dubái |  |
|                       |         | Reporte |          |                           |  |

| 12 de noviembre de 2022 | Brasil | 17 - 25 | Colombia | Mogi das Cruzes, Brasil |  |

| 7 de junio de 2023 | Colombia | 24 - 27 | Estados Unidos XV |  |  |

| 11 de junio de 2023 | Brasil | 15 - 18 | Colombia |  |  |

| 5 de julio de 2023      | Colombia | 24 - 23 | Brasil | Medellín, Colombia |  |
|                         |          | Reporte |        |                    |  |
| Ida Clasificatorias WXV |          |         |        |                    |  |

| 9 de julio de 2023         | Colombia | 30 - 19 | Brasil | Medellín, Colombia |  |
|                            |          | Reporte |        |                    |  |
| Vuelta Clasificatorias WXV |          |         |        |                    |  |

| 7 de octubre de 2023 | Hong Kong | 31 - 28 | Colombia |  |  |

| 13 de octubre de 2023 | Fiyi | 67 - 13 | Colombia |  |  |

| 21 de octubre de 2023 | Irlanda | 64 - 3 | Colombia |  |  |

| 27 de octubre de 2023 | Kenia | 21 - 5 | Colombia |  |  |

| 16 de marzo de 2024 | Países Bajos | 33 - 11 | Colombia |  |  |

| 15 de junio de 2024 | Colombia | 96 - 0 | Trinidad y Tobago |  |  |

| 29 de junio de 2024 | Brasil | 34 - 13 | Colombia |  |  |

| 14 de junio de 2025 | Brasil | 58 - 7 | Colombia |  |  |